# 沙爾塔烏帕齊拉
沙爾塔乌帕齐拉是孟加拉国福里德布爾縣的一个乌帕齐拉，位於達卡专区的福里德布爾縣。。

## 人口
據1991年孟加拉國人口普查，沙爾塔共有戶數26,718戶，人口145710人。其中男性佔比50.94%，女性佔比49.06%；成年人口70,389人。該地7歲以上人口之平均識字率為31.2%，低於全國平均值（32.4%）。